# Wietrzno (Polanów)
Wietrzno (deutsch Vettrin) ist ein Dorf in der polnischen Woiwodschaft Westpommern und gehört zur Stadt- und Landgemeinde Polanów (Pollnow) im Powiat Koszalin (Köslin).

## Geografische Lage
Das Dorf Wietrzno liegt in einer kuppigen Endmoränenlandschaft an einer Nebenstraße zwischen Polanów, Chocimino (Gutzmin) und Cybulino (Zeblin). Ein Bahnanschluss bestand bis 1945, als Vettrin Haltepunkt an der Kleinbahnstrecke von Schlawe über Pollnow nach Sydow war. Bis nach Polanów sind es sechs Kilometer.

## Geschichte
Vettrin war vor 1945 ein Gutshof mit Landarbeitshäusern im Besitz von Maria Dobroschke mit einer landwirtschaftlichen Nutzfläche von 213 ha sowie 45 ha Wald. Für den übrigen Waldanteil im Forst Vettrin mit einer Größe von 600 ha war 1937/38 eigens ein Forsthaus im Wald südlich der Straße Vettrin–Hildegardshöhe (polnisch: Łokwica) errichtet und an Heinz Jürgen Dennig aus Juchow bei Neustettin (Szczecinek) als Besitz gegeben worden.
Der adlige Hof und das Vorwerk Vettrin gehörten mit Teilen von Rotzog und Sellberg zum Glasenappschen Pollnower Lehen. Die Witwe von Heinrich Glasenapp musste Vettrin 1772 nach einem Konkurs veräußern. Es ging über die Freifrau Charlotta Amalia von Bodeck 1781 an den Hauptmann August Wilhelm von Below. 1847 kaufte Staatsminister Maximilian Graf von Schwerin-Putza das Gut, und seine Erben bauten 1913 ein Schloss, das mit 100 Zimmern das größte Gutshaus der Gegend wurde. 1918 wurde Vettrin verkauft und wechselte nun mehrfach die Besitzer. 1935 kam es in den Besitz des Reichsarbeitsdienstes, der dort eine Schule für weibliche Führungskräfte errichtete.
Im Jahre 1818 zählte das Dorf Vettrin 63 Einwohner, deren Zahl sich 1871 auf 151 erhöhte und sich im Jahre 1925 auf 144 belief.
Bis 1945 war Vettrin ein Ortsteil der Gemeinde Gutzmin im Amtsbezirk Sydow und gehörte zum Landkreis Schlawe i. Pom. (Sławno) innerhalb des Regierungsbezirks Köslin der preußischen Provinz Pommern.
Am 28. Februar 1945 wurde Vettrin von sowjetischem Militär besetzt. Unter den Verschleppten des Ortes war auch Gutsbesitzer Dobroschke, der im August 1945 im Lager umkam. Vettrin wurde Sammelstelle für Kühe und Pferde aus den umliegenden Dörfern zum Abtransport in den Osten.
1947 übernahm die polnische Verwaltung das Dorf, das nunmehr Wietrzno genannt und dem Powiat Koszaliński zugeordnet wurde. Heute ist Wietrzno ein Ortsteil der Stadt- und Landgemeinde Polanów.

## Kirche
Bis 1945 gehörte das von überwiegend evangelischen Menschen bewohnte Dorf Vettrin zur Kirchengemeinde Gutzmin, die dem Kirchspiel Sydow zugeordnet war. Es lag somit im Kirchenkreis Bublitz (bis 1713 Rügenwalde) in der Kirchenprovinz Pommern der Evangelischen Kirche der Altpreußischen Union.
Heute werden die überwiegend katholischen Einwohner vom Pfarramt in Polanów betreut. Die evangelischen Einwohner gehören zum Pfarramt Koszalin (Köslin) in der Diözese Pommern-Großpolen der polnischen Evangelisch-Augsburgischen Kirche.

## Schule
Bis zum Jahre 1938 bestand in Vettrin eine einklassige Schule, deren Kinder danach nach Gutzmin umgeschult wurden.